# Giocatori di birilli davanti a una locanda
Giocatori di birilli davanti a una locanda è un dipinto a olio su tela (33,5x27 cm) realizzato nel 1663 circa dal pittore olandese Jan Steen.
È conservato nella National Gallery di Londra.